# جزيرة روبن
جزيرة روبن (الأفريقانية:Robbeneiland) هي جزيرة في خليج تيبل، في المحيط الاطلسي، تقع على بعد 6.9 كم من ساحل بلوبيرجستراند في كيب تاون غرب، جنوب أفريقيا، ويعني الاسم الهولندي للجزيرة «جزيرة كلاب البحر».
تشتهر الجزيرة بسجنها الذي قضى به نلسون مانديلا اغلب سنوات أسره من قبل نظام الفصل العنصري في جنوب افريقيا.

## معرض

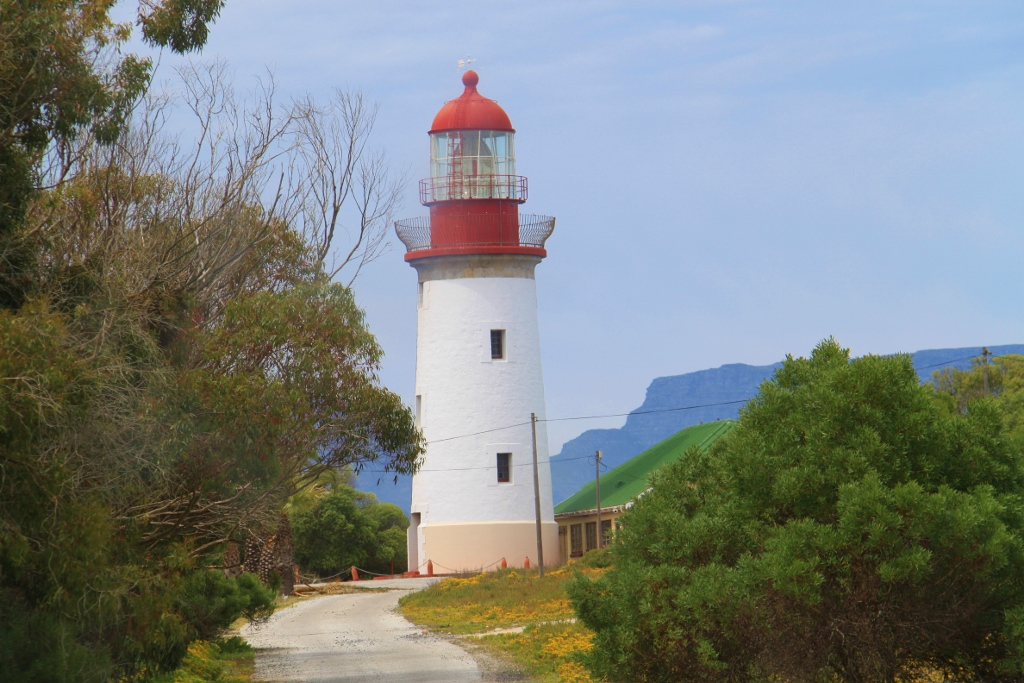
برج مراقبة في جزيرة روبن
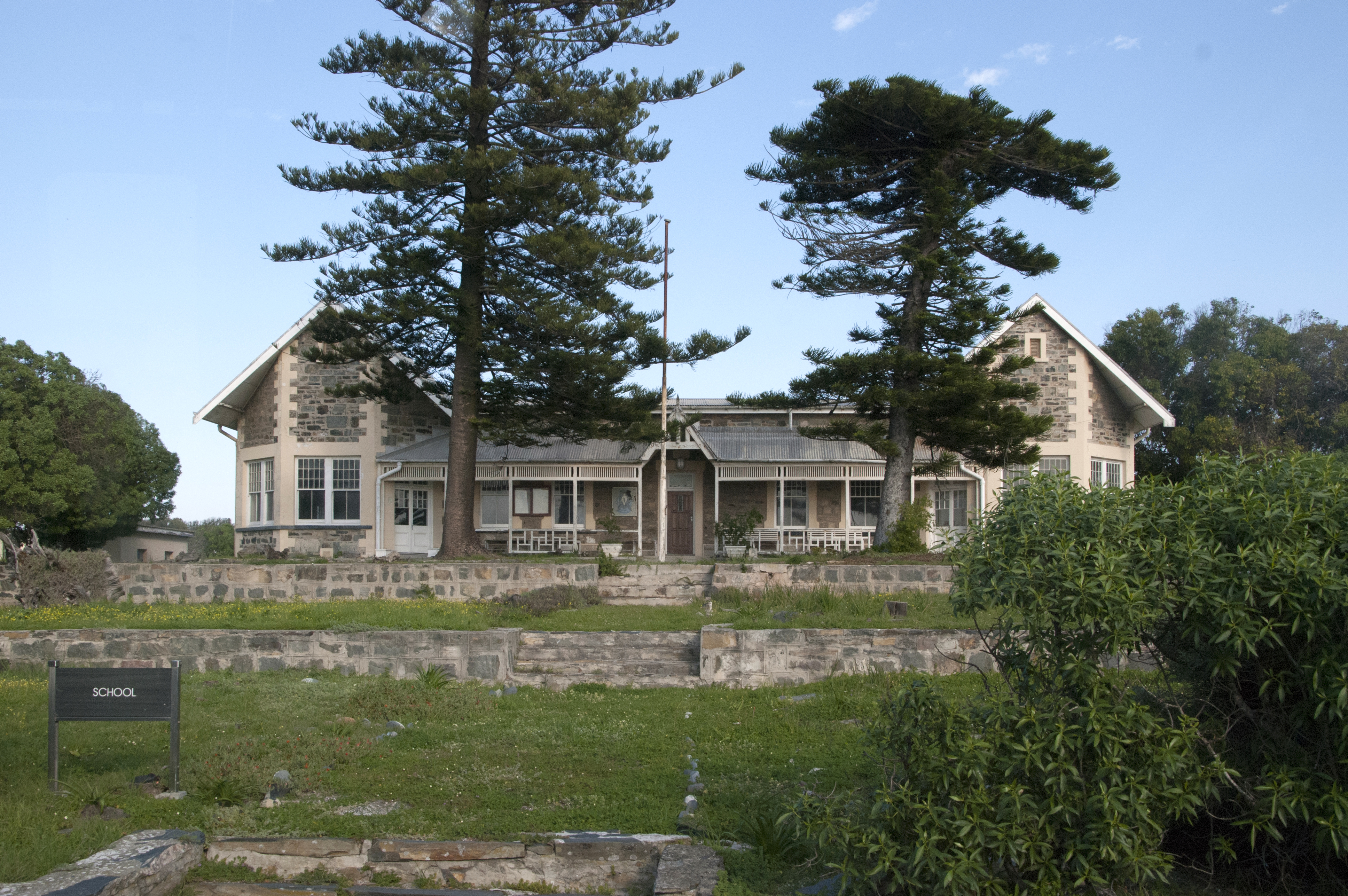
مدرسة ابتدائية في الجزيرة
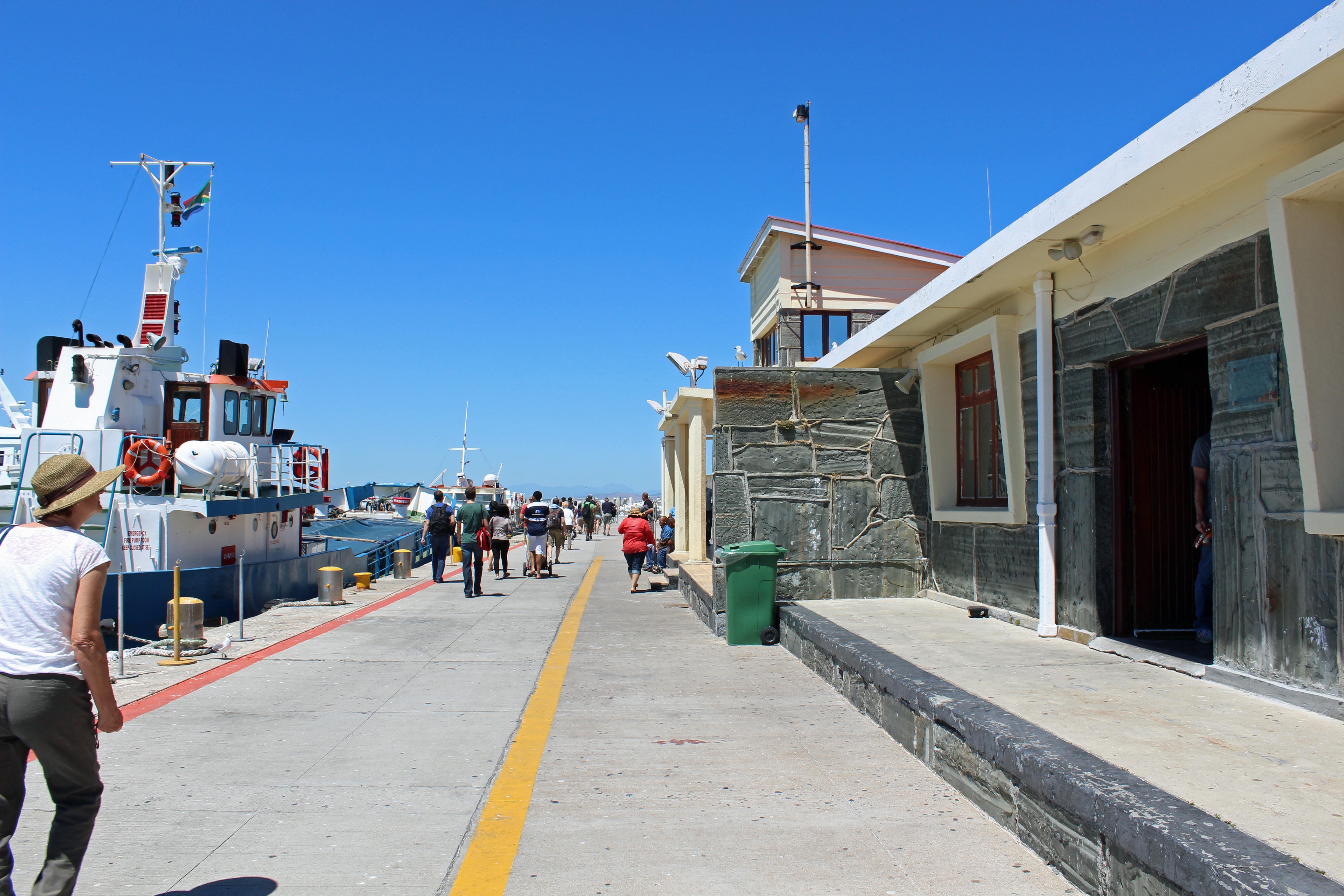
سياحة في الجزيرة
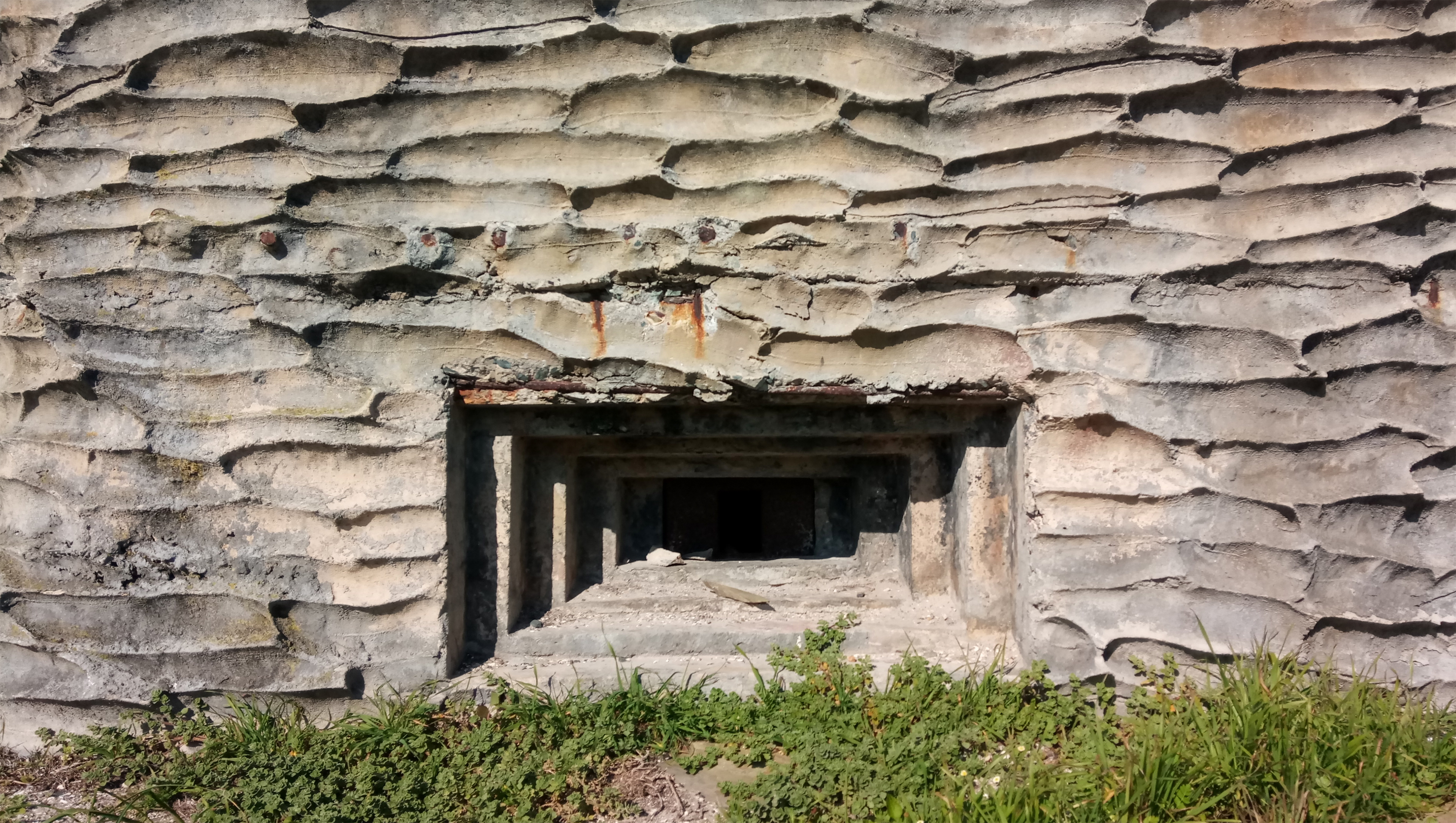
خندق حرس من الحرب العالمية الثانية ، جزيرة روبن
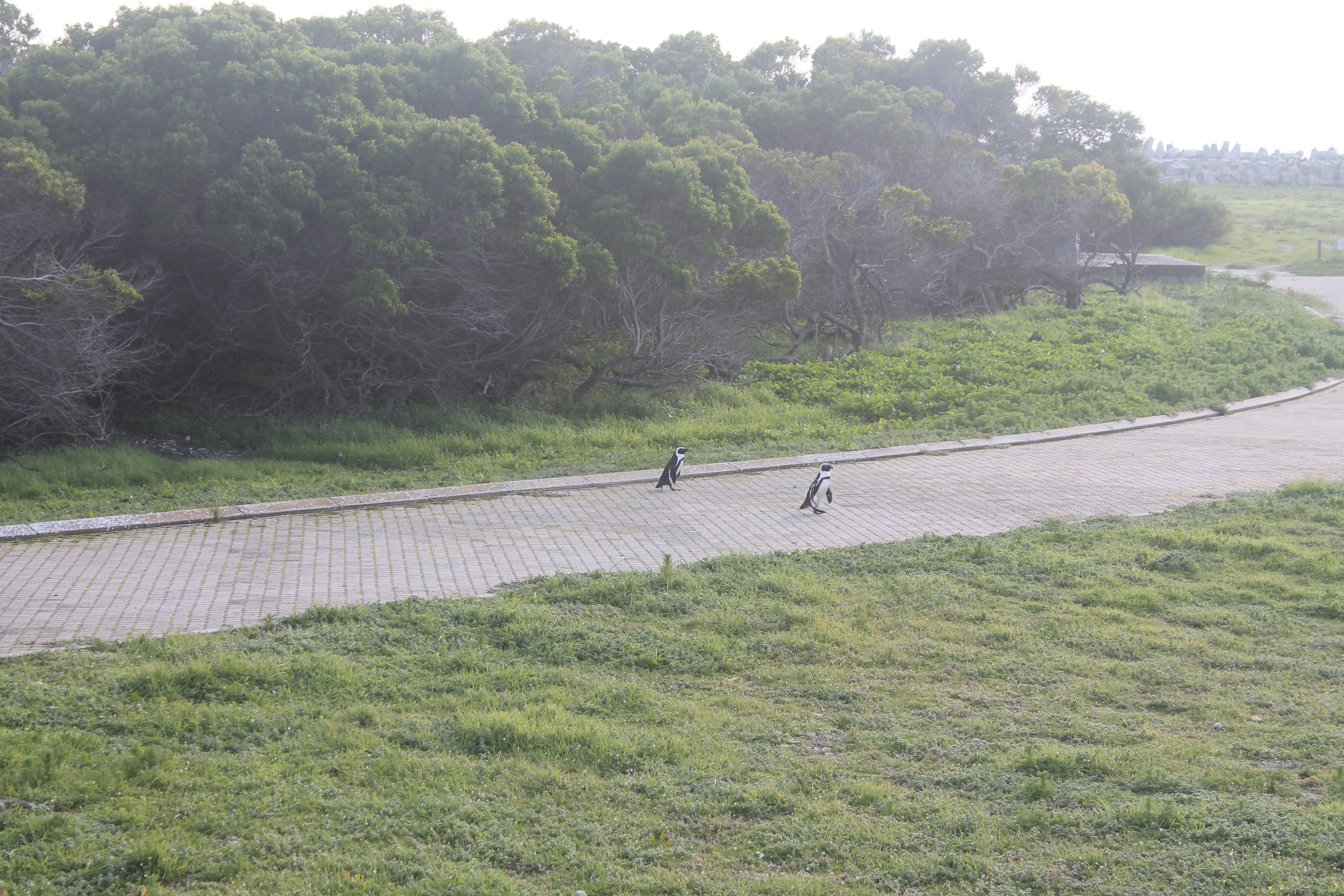
الجزيرة صيفا

## سجن جزيرة روبن
استخدمت الجزيرة في القرن السادس عشر والسابع عشر من قبل شركة الهند الشرقية الهولندية كمحطة وملاذ للسفن، وفي القرن السابع عشر كسجن للعبيد وأسرى الحرب والمجرمين، إضافة إلى قيادات مسلمة مناهضة للمستعمرين. سيطرت بريطانيا العظمى على الجزيرة عام 1806، واستخدمتها كسجن حتى عام 1846، من ثم استخدم الموقع كمصح للمصابين بأمراض عقلية وأمراض مستعصية، إضافة إلى سجن لبعض الاسرى المهمين. أُغلق المشفى بشكل نهائي عام 1931، وفي العام 1951 انتقلت الجزيرة لإدارة سلاح البحرية الجنوب أفريقي بعد تحول جنوب افريقيا إلى دولة مستقلة عام 1948.
وفي العام 1959 بدأ نظام الفصل العنصري الابرتهايد الذي حكم جنوب أفريقيا ، باستخدام الجزيرة لسجن مناهضي الابرتهايد، وقيادات حركة التحرر، وعلى رأسهم نيلسون مانديلا الذي قضى 18 عام من أصل 27 عام في السجن في جزيرة روبين. إضافة إلى نلسون مانديلا، سجن في روبن إيلاند عدد كبير من مناهضي من قيادات المؤتمر الوطني الأفريقي.
أغلق سجن جزيرة روبن عام 1996، وفي عام 1999 أُعلِن عن الجزيرة كموقع تراث عالمي من قبل اليونسكو، وتم تحويل السجن لاحقاً لمتحف وطني يروي قصة التحرر من الابرتهايد، وتنظم إليه جولات لاطلاع الجمهور .

## جغرافيا
جزيرة روبن بيضاوية الشكل تقريباً، يبلغ طولها 3.3 كم من الشمال إلى الجنوب، و1.9 كم عرضا، وتبلغ مساحتها 5.07 كم ². اراضيها مسطحة وترتفع بضعة أمتار فقط فوق مستوى سطح البحر، نتيجة لعملية تآكل في حقبات تاريخية قديمة.
تتكون الجزيرة من الصخور المتحولة ما قبل الكمبري ينتمون إلى المجموعة ملمسبوري.

## أعلام
- برايان نورتون